# Wolfgang Crell
Wolfgang Crell (1593-1664) (* Bremen, 15 de Setembro de 1593 † Berlim, 8 de Julho de 1664) foi teólogo alemão. Estudou em Bremen e Marburgo e foi professor de metafísica em Frankfur/Oder e pregador em Berlim.

## Publicações
- Iehova Exavdi Nos propter Dominum Benno Cledicius, 1573
- Natalis ecclesiae repurgatate ministerio reverendi viri Martini Lutheri ..., 1568
- Epithalamia in honorem nuptiarum viri pietate virtute et doctrina ... Wolfgangi Crellii Misnensis et ... virginis Christinae ... Johannis Cynthii senatoris Misnensis filiae, 1637
- Kindliches Vertrawen/ Und Seliges Ende Der vertrawenden frommen Kinder Gottes: Auß dem 25. und 26. Versicul des LXXIII. Psalms
- Christlicher Bericht Von der Gnadenwahl Gottes, vnnd [unnd] gewissen Kennzeichen der Außerwehlten Gottes: Den Einfältigen zur vnterweisung, den Angefochtenen zur stärckung, allen Kindern Gottes zur prüfung ihrer selbst, Auff begehren in Frag vnd Antwort gestellet, 1629
- Tractationis theologiko-elegktikēs pars ... qua opinio realis & substantialis praesentiae corporis et sanguini Christi crucifixi, in, sub, cum pane et vino eucharistiae, 1627